# Rio Bârzani
O Rio Bârzani é um rio da Romênia afluente do Rio Cerna, localizado no distrito de Caraş-Severin.